# Holoparamecus impressus
Holoparamecus impressus es una especie de coleóptero de la familia Endomychidae.

## Distribución geográfica
Habita en Vietnam.